# Pozières
Pozières est une commune française située dans le département de la Somme, la région Hauts-de-France et  sur le Circuit du Souvenir.

## Géographie

### Localisation
Le village de Pozières est situé entre Albert et Bapaume à la lisière des départements de la Somme et du Pas-de-Calais.

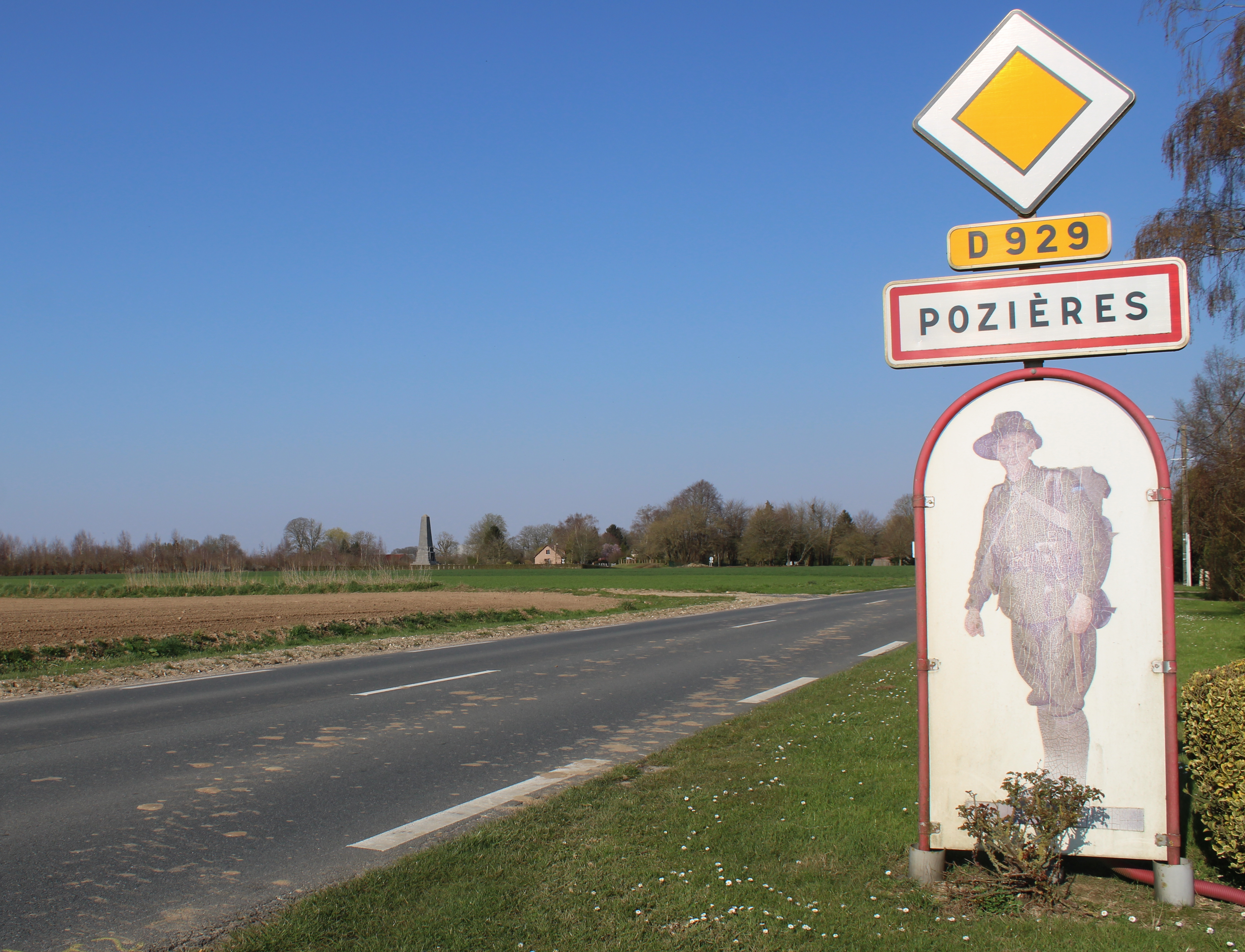
Entrée de la commune.

#### Communes limitrophes
|                       | Courcelette           |              |
| Grandcourt            | Pozières              | Contalmaison |
| Ovillers-la-Boisselle | Ovillers-la-Boisselle |              |

### Nature du sol et du sous-sol
Le sous-sol de la commune est de formation quaternaire dans sa plus grande étendue et de formation secondaire du crétacé supérieur sur un plateau situé à proximité de la commune de Contalmaison. La marne y est presque à découvert, recouverte d'une mince couche d'argile.
Partout le sol est formé d'une bonne couche de terre végétale.

### Relief, paysage, végétation
La commune est située sur un point culminant du plateau (160 m). Le sol est donc le plus souvent plat avec quelques ravins.

### Hydrographie
La commune est située dans le bassin Artois-Picardie. Elle n'est drainée par aucun cours d'eau.

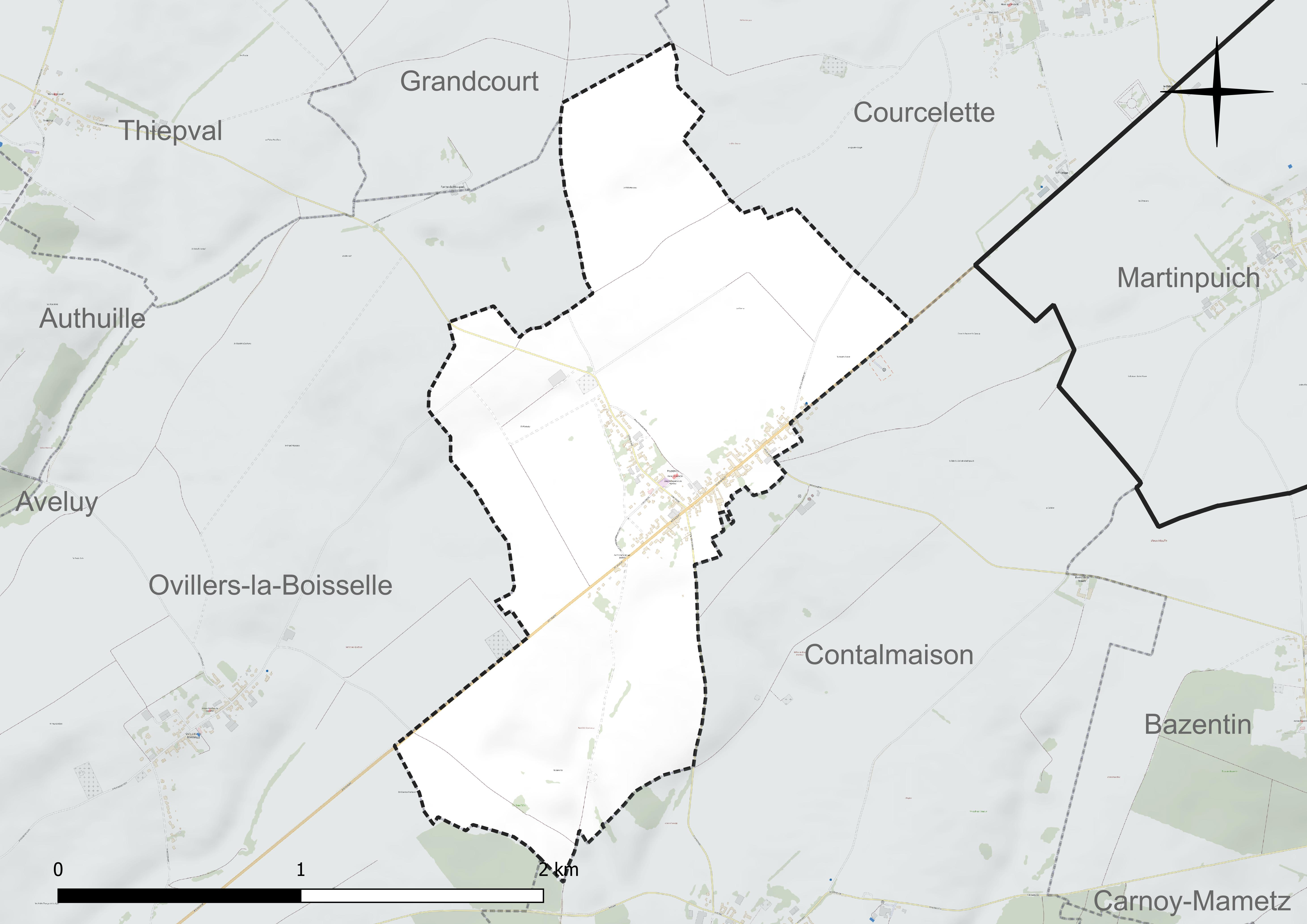
Réseau hydrographique de Pozières.

### Climat
Pour des articles plus généraux, voir Climat des Hauts-de-France et Climat de la Somme.
En 2010, le climat de la commune est de type climat océanique dégradé des plaines du Centre et du Nord, selon une étude du CNRS s'appuyant sur une série de données couvrant la période 1971-2000. En 2020, Météo-France publie une typologie des climats de la France métropolitaine dans laquelle la commune est exposée à un climat océanique et est dans la région climatique Nord-est du bassin Parisien, caractérisée par un ensoleillement médiocre, une pluviométrie moyenne régulièrement répartie au cours de l'année et un hiver froid (3 °C).
Pour la période 1971-2000, la température annuelle moyenne est de 10,1 °C, avec une amplitude thermique annuelle de 14 °C. Le cumul annuel moyen de précipitations est de 818 mm, avec 12,4 jours de précipitations en janvier et 9,3 jours en juillet. Pour la période 1991-2020, la température moyenne annuelle observée sur la station météorologique la plus proche, située sur la commune de Méaulte à 8 km à vol d'oiseau, est de 10,7 °C et le cumul annuel moyen de précipitations est de 730,3 mm,. Pour l'avenir, les paramètres climatiques de la commune estimés pour 2050 selon différents scénarios d'émission de gaz à effet de serre sont consultables sur un site dédié publié par Météo-France en novembre 2022.

## Urbanisme

### Typologie
Au 1er janvier 2024, Pozières est catégorisée commune rurale à habitat dispersé, selon la nouvelle grille communale de densité à sept niveaux définie par l'Insee en 2022.
Elle est située hors unité urbaine et hors attraction des villes,.

### Occupation des sols
L'occupation des sols de la commune, telle qu'elle ressort de la base de données européenne d'occupation biophysique des sols Corine Land Cover (CLC), est marquée par l'importance des territoires agricoles (91,6 % en 2018), une proportion identique à celle de 1990 (91,6 %). La répartition détaillée en 2018 est la suivante : 
terres arables (91,6 %), zones urbanisées (8,4 %). L'évolution de l'occupation des sols de la commune et de ses infrastructures peut être observée sur les différentes représentations cartographiques du territoire : la carte de Cassini (XVIIIe siècle), la carte d'état-major (1820-1866) et les cartes ou photos aériennes de l'IGN pour la période actuelle (1950 à aujourd'hui).

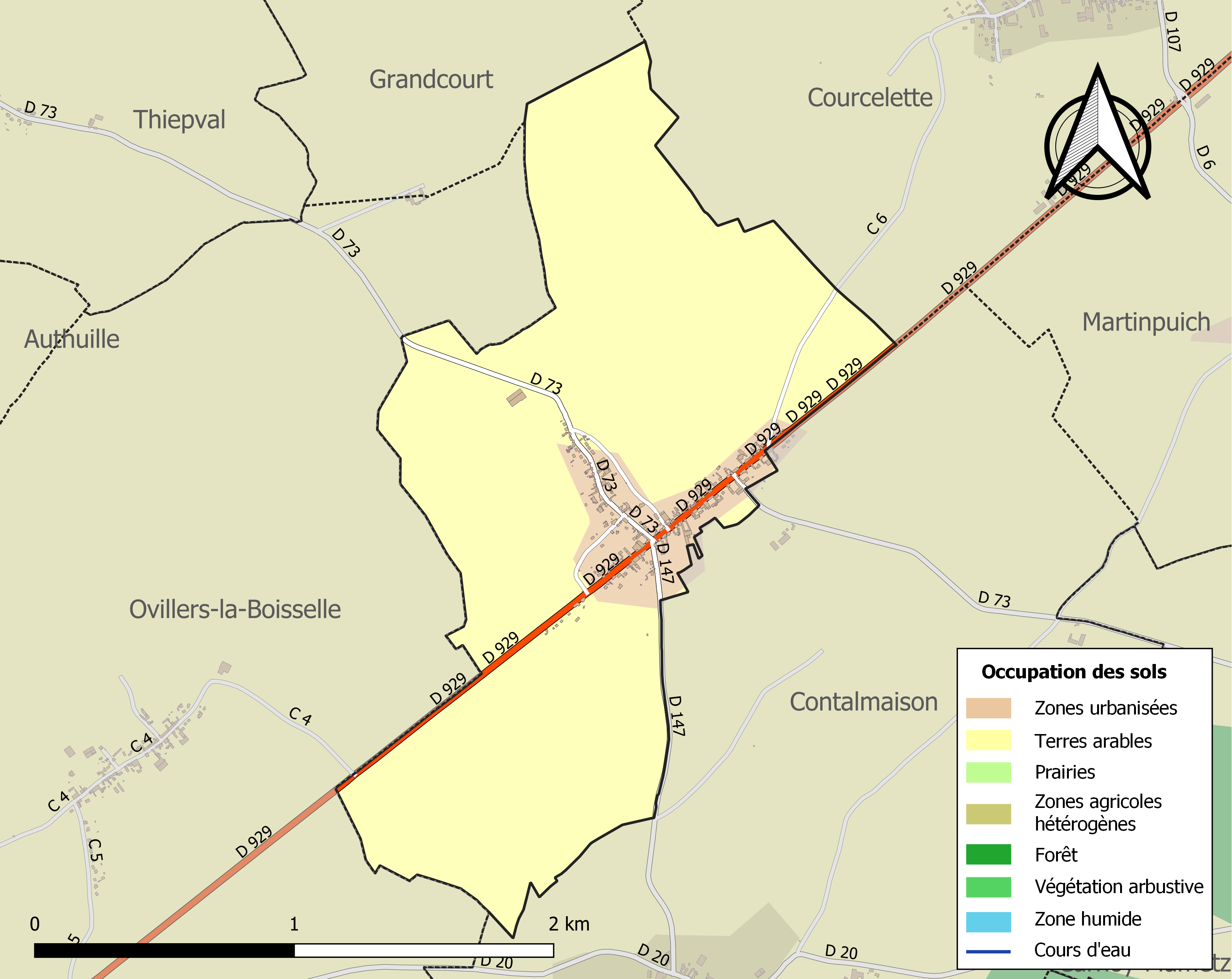
Carte des infrastructures et de l'occupation des sols de la commune en 2018 (CLC).

### Habitat
Situé le long de la route d'Albert à Bapaume, le village de Pozières présente un habitat groupé.

### Voies de communication et transports
La commune est traversée par l'ancienne route nationale 29 (actuelle route départementale 929), reliant Amiens à Bapaume et par la route départementale 73 reliant Mailly-Maillet à Bazentin. La route départementale 147 relie, quant à elle, Pozières à Bray-sur-Somme.

## Toponymie

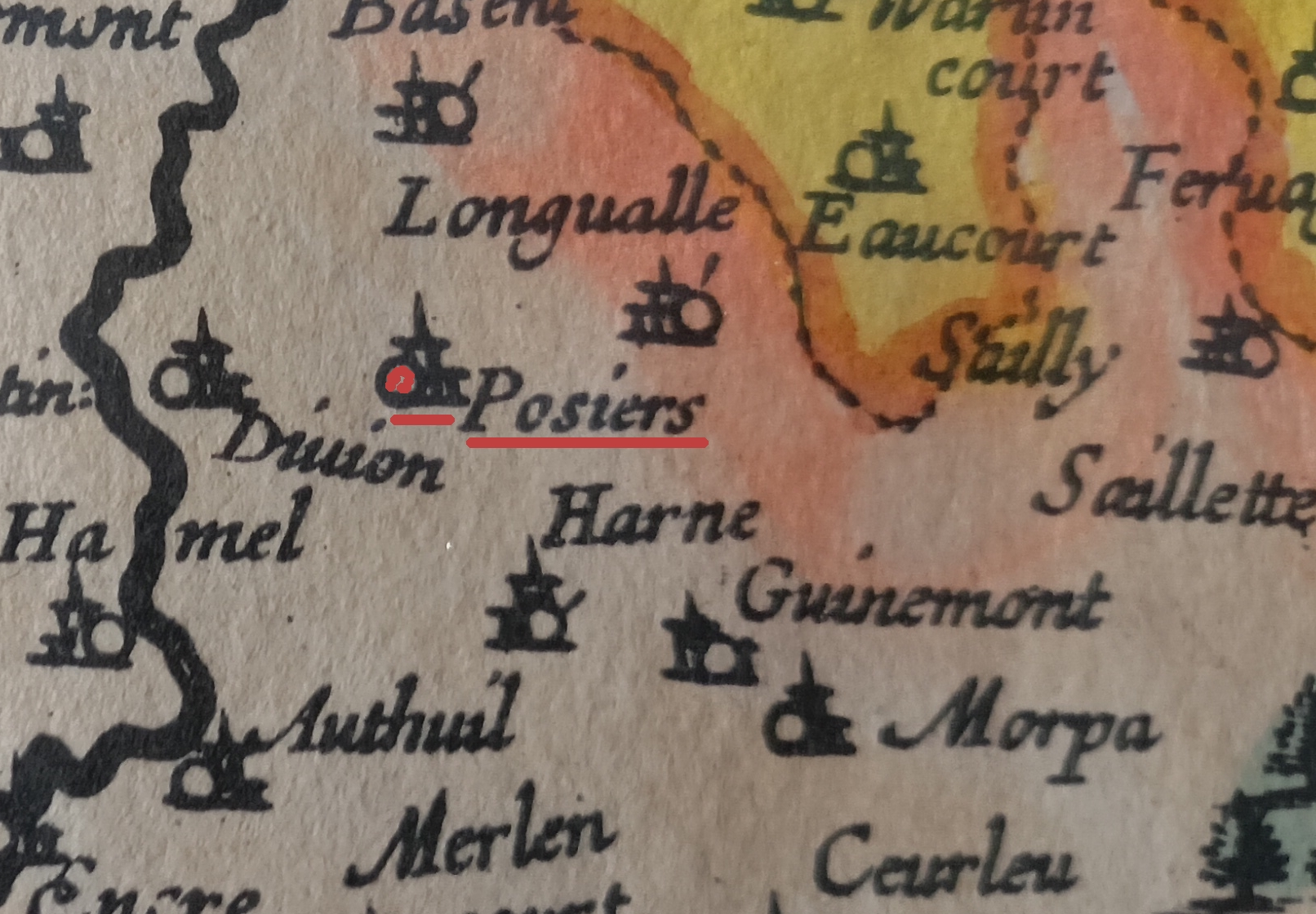
Sur une carte de la Picardie de 1620, Pozières se nommait Posiers.

Le nom de la localité est attesté sous les formes Posières (1186) ; Posiers (1579) ; Pozières ; Pozière (1619) ; Pollère (1787) ; Posier (1710).
La terminaison en ière indique généralement un lieu où un produit de la végétation se fait particulièrement remarquer. Pozières a peut-être été formé par le latin pisum et un dérivé de pisaria « champ de pois ».

## Histoire

### Moyen Âge
Le village de Pozières a été précédé par un village aujourd'hui disparu : celui de Séraucourt-lès-Contalmaison.
En 1836, on a retrouvé un nombre important de monnaies de Jean II le Bon, Charles V, Charles VI, Edouard III d'Angleterre, Henri V, Sigismond, empereur du Saint-Empire romain germanique...
Hameau situé aux confins de l'Artois et de la Picardie, le village de Pozières situé sur la route d'Albert à Bapaume dépendait de la province d'Artois et à ce titre abritait un poste frontière où se payaient les taxes, selon dom Grenier.

### Époque moderne
Au XVIe siècle, la maison de Sailly acquiert le domaine de Pozières.
En 1583, Le Mouquet était un fief d'Anne du Mousquet, châtelaine de Contalmaison.

### Époque contemporaine

#### Guerre de 1870, «l'Affaire de Pozières»
Pendant la Guerre franco-allemande de 1870, de décembre 1870 à février 1871, le village fut alternativement occupé par les
troupes prussiennes et par les soldats de l'Armée du Nord sans grand dommage.
Pozières fut également le théâtre d'un incident militaire :
Dans les jours précédant la bataille de Bapaume (3 janvier 1871), une patrouille de uhlans fut surprise par un détachement de chasseurs à pied français embusqués aux abords d'une maison à l'extrémité nord du village. Deux cavaliers, un officier et un soldat allemands,
furent mortellement blessés. Le lendemain, l'armée prussienne occupait le village et menaçait les habitants d'une exécution générale, menace qui ne fut pas mise en œuvre.
Le 28 décembre, Le maire de la commune fut gardé à vue dans la maison sans être maltraité pendant que les Prussiens réquisitionnaient des vivres et du fourrage.

#### Première Guerre mondiale, la «Bataille de Pozières»
Pozières fut durement touchée pendant la Première Guerre mondiale notamment pendant la bataille de la Somme.
La commune située sur le front de la Première Guerre mondiale a été marquée par de violents combats. C'est à Pozières que les soldats australiens de l'ANZAC avaient amené de petites locomotives très utiles pour le transport de troupes et de matériel sur le front.
Les séquelles de guerre les plus visibles ont peu à peu été effacées avec la reconstruction, après une période de déminage et de nettoyage des obus et autres munitions non explosées (en 1919-1920).

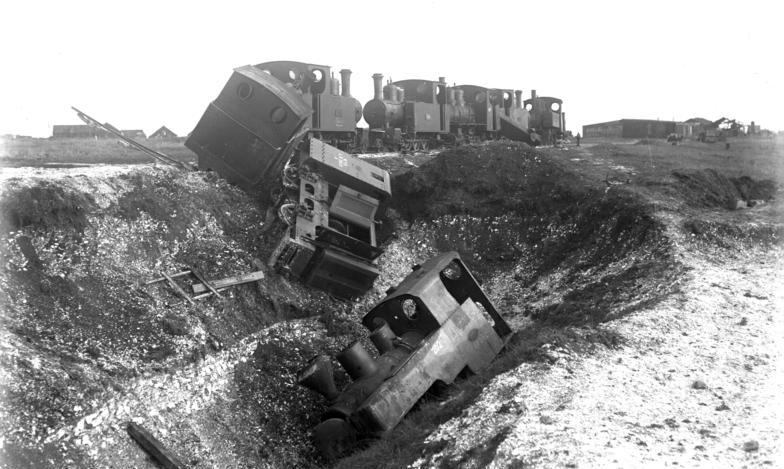
Locomotives australiennes partiellement détruites par les Allemands (photo de juin 1916).
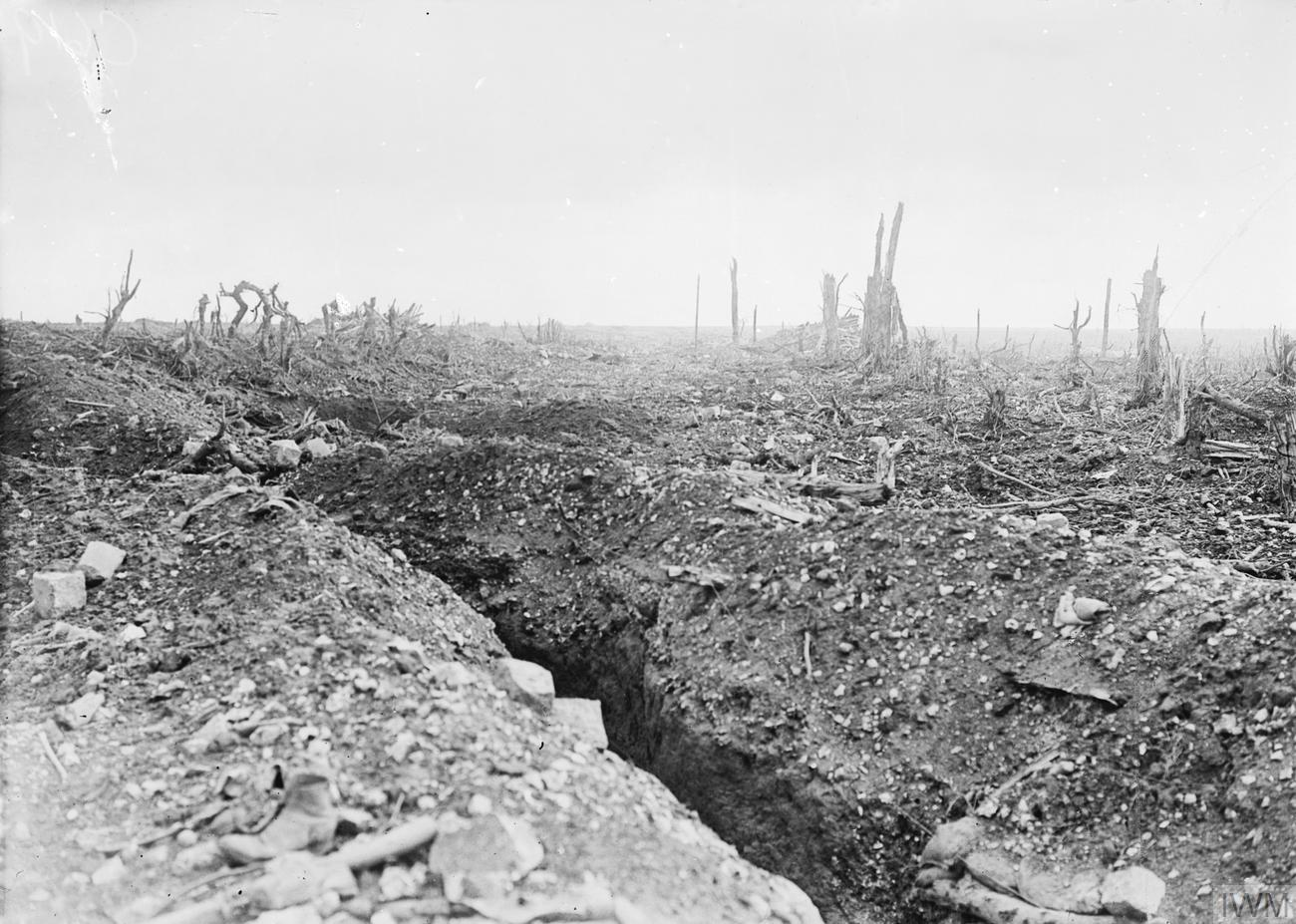
Le paysage dévasté de la route de Bapaume.
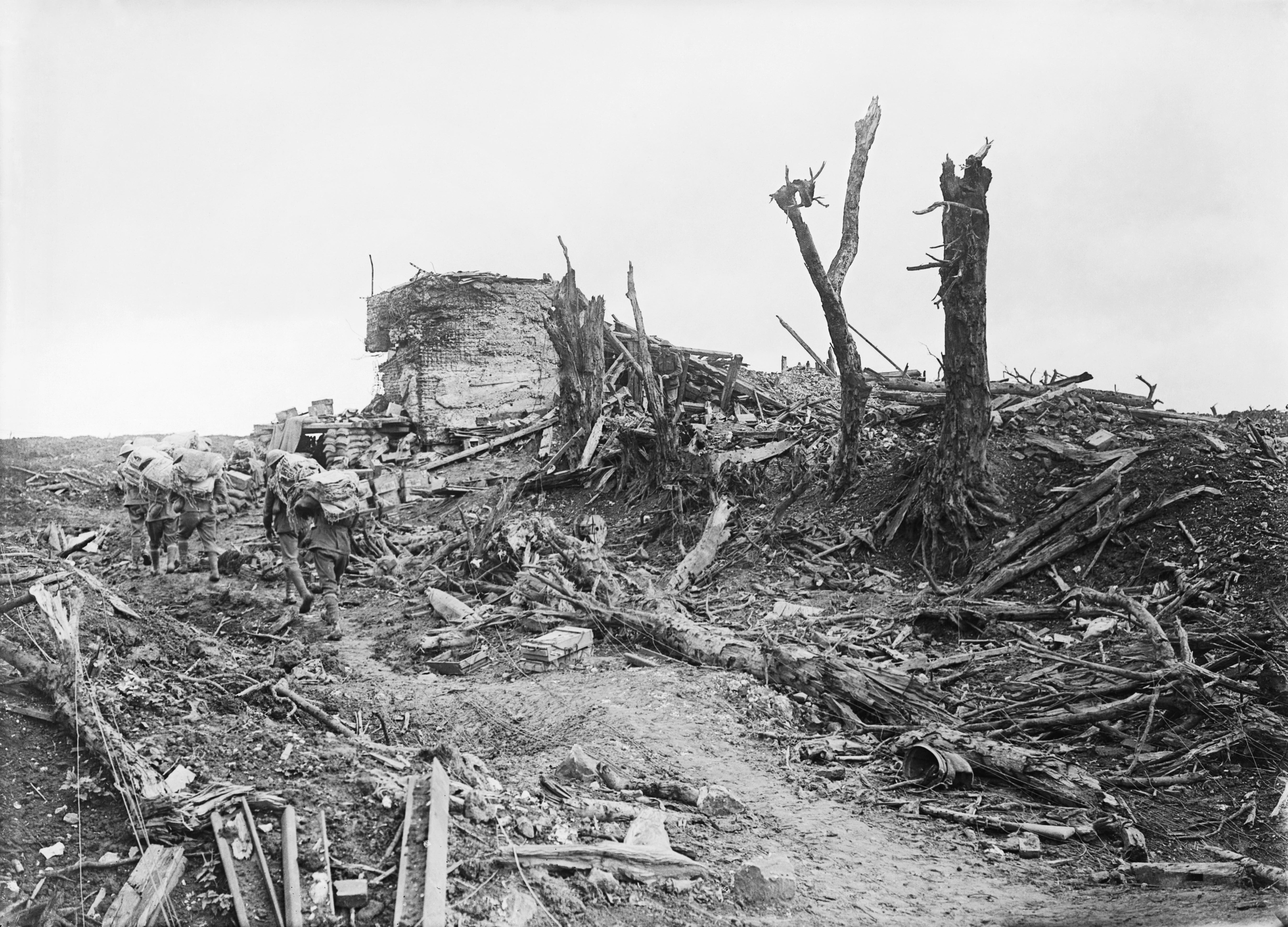
Fortification allemande dite de Gibraltar le 28 août 1916.
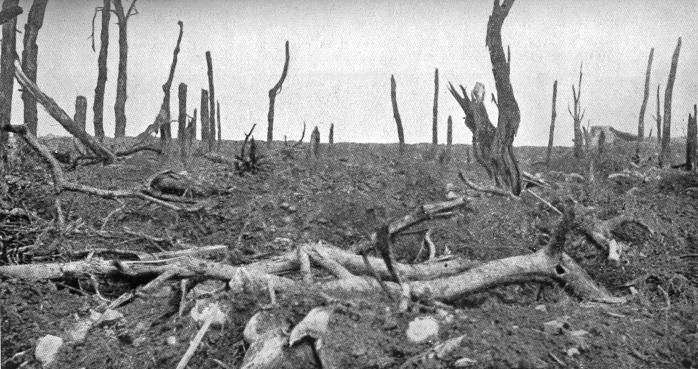
Vue de Pozières le même jour, depuis la route Albert - Bapaume. Le bunker Gibraltar est visible à l'horizon à droite.

## Politique et administration

### Intercommunalité
La commune fait partie de la communauté de communes du Pays du Coquelicot.

### Liste des maires

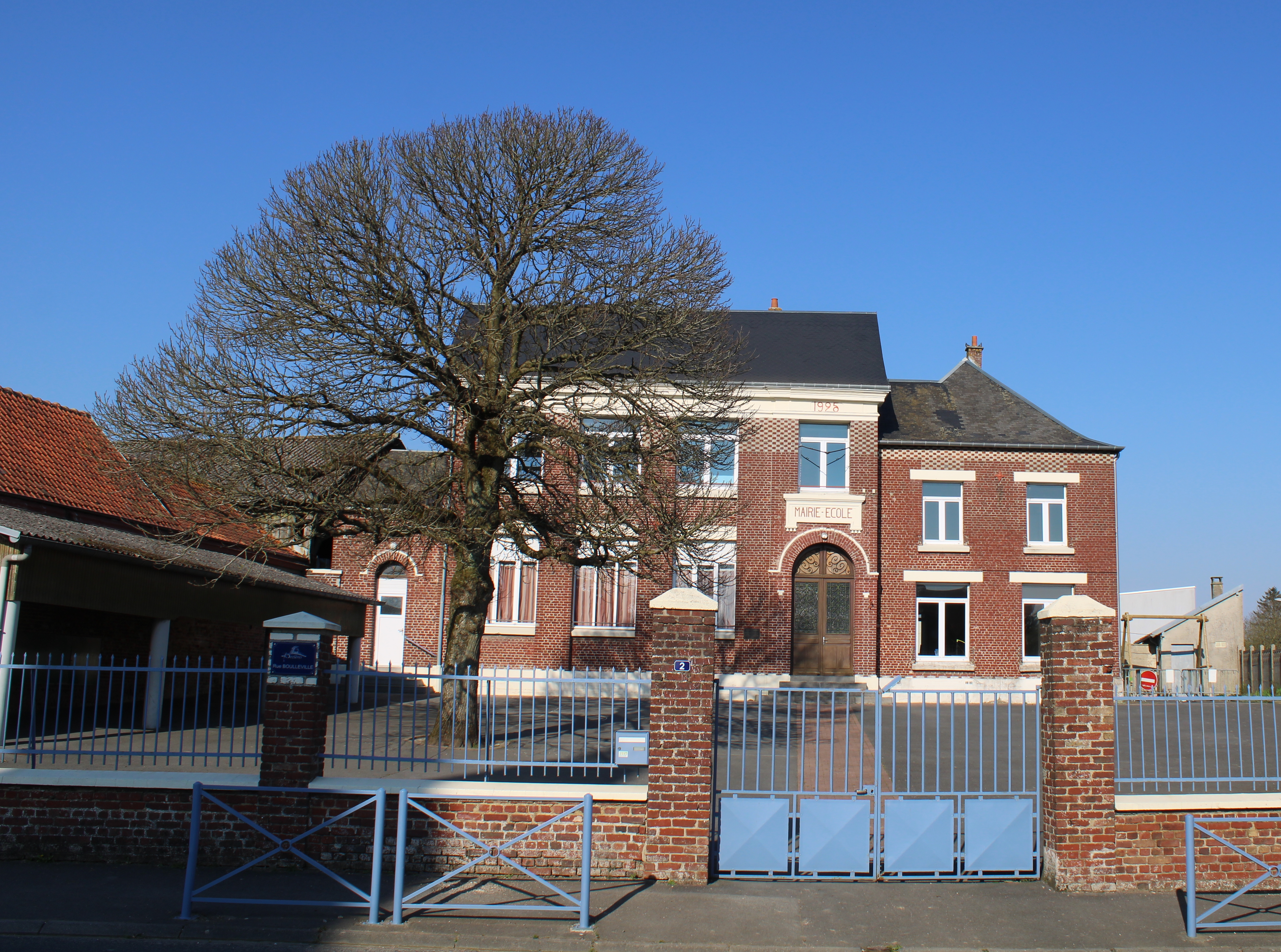
La mairie.

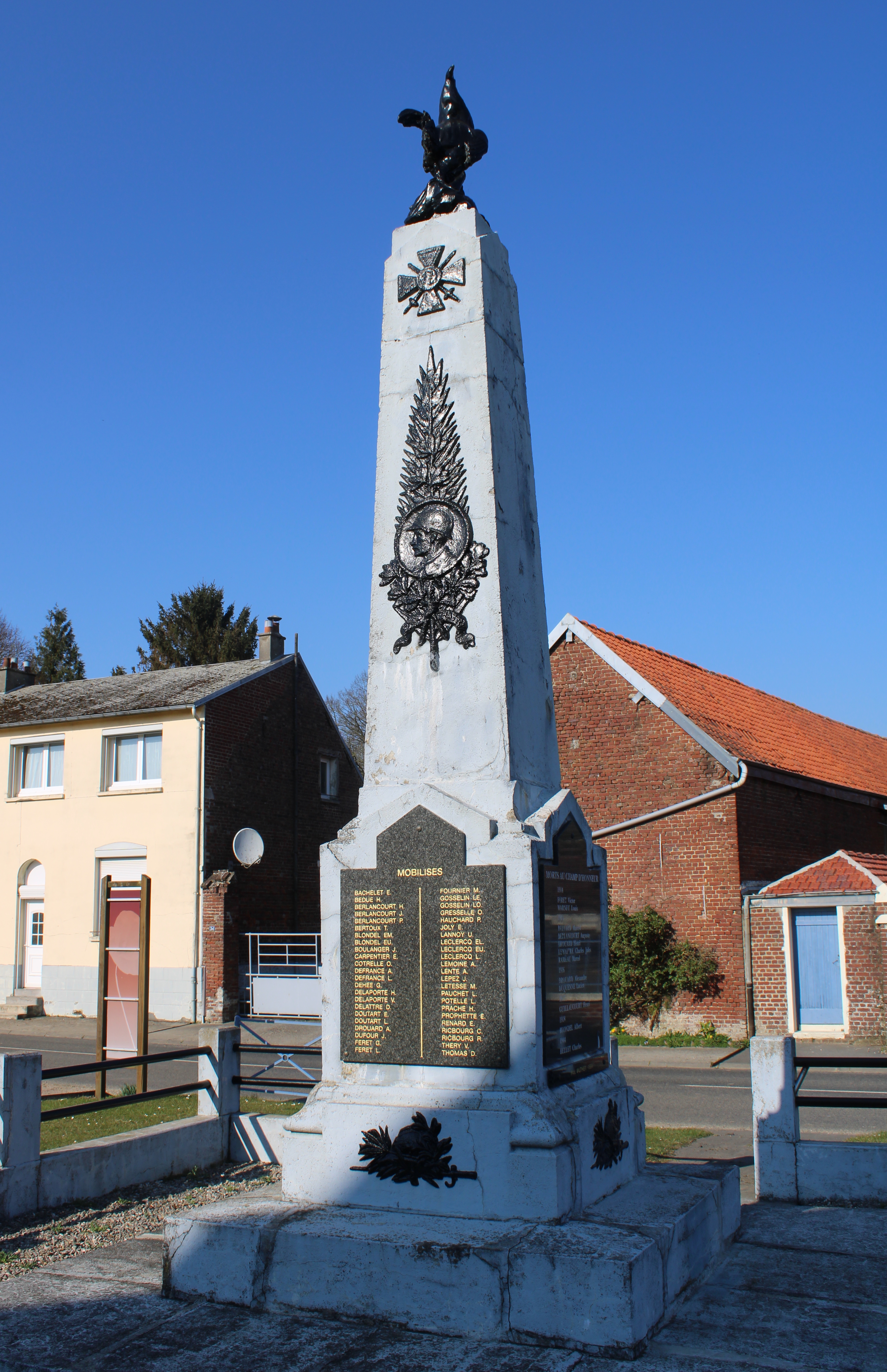
Le monument aux morts.

## Population et société
Les habitants s'appellent des Pozièrois ou des Pozièroises

### Démographie
L'évolution du nombre d'habitants est connue à travers les recensements de la population effectués dans la commune depuis 1793. Pour les communes de moins de 10 000 habitants, une enquête de recensement portant sur toute la population est réalisée tous les cinq ans, les populations de référence des années intermédiaires étant quant à elles estimées par interpolation ou extrapolation. Pour la commune, le premier recensement exhaustif entrant dans le cadre du nouveau dispositif a été réalisé en 2006.

En 2022, la commune comptait 262 habitants, en évolution de −0,38 % par rapport à 2016 (Somme : −1,26 %, France hors Mayotte : +2,11 %).
| 1793 | 1800 | 1806 | 1821 | 1831 | 1836 | 1841 | 1846 | 1851 |
| ---- | ---- | ---- | ---- | ---- | ---- | ---- | ---- | ---- |
| 424  | 445  | 500  | 519  | 570  | 555  | 543  | 522  | 508  |

| 1856 | 1861 | 1866 | 1872 | 1876 | 1881 | 1886 | 1891 | 1896 |
| ---- | ---- | ---- | ---- | ---- | ---- | ---- | ---- | ---- |
| 490  | 479  | 458  | 460  | 447  | 432  | 376  | 394  | 357  |

| 1901 | 1906 | 1911 | 1921 | 1926 | 1931 | 1936 | 1946 | 1954 |
| ---- | ---- | ---- | ---- | ---- | ---- | ---- | ---- | ---- |
| 340  | 300  | 271  | 207  | 235  | 298  | 269  | 289  | 264  |

| 1962 | 1968 | 1975 | 1982 | 1990 | 1999 | 2006 | 2011 | 2016 |
| ---- | ---- | ---- | ---- | ---- | ---- | ---- | ---- | ---- |
| 278  | 281  | 254  | 279  | 276  | 244  | 236  | 254  | 263  |

| 2021 | 2022 | - | - | - | - | - | - | - |
| ---- | ---- | - | - | - | - | - | - | - |
| 263  | 262  | - | - | - | - | - | - | - |

### Enseignement
L'enseignement primaire est organisé autour d'un regroupement pédagogique intercommunal (RPI) qui  regroupe les enfants de Contalmaison, Pozières et Ovillers-la-Boisselle, répartis dans les écoles de Pozières et La Boisselle. À la rentrée scolaire 2017, de la maternelle au CE1, les élèves sont scolarisés à La Boisselle. Du CE2 au CM2, ils se rendent à Pozières. Une cantine et une garderie ont été mises en place.
Les écoles dépendent de l'académie d'Amiens ; elles sont placées en zone B pour les vacances scolaires.

### Manifestations culturelles et festivités
Depuis 2006, se déroule à Pozières au mois de juillet un son et lumière sur la bataille de la Somme intitulé : Pozières dans l'ombre et la lumière.

## Économie

### Activités économiques et de services
L'agriculture reste l'activité économique dominante de la commune mais le tourisme de mémoire s'est développé depuis la fin du XXe siècle.

## Culture locale et patrimoine

### Lieux et monuments

#### Patrimoine religieux
- Église Notre-Dame-de-l'Assomption[27].

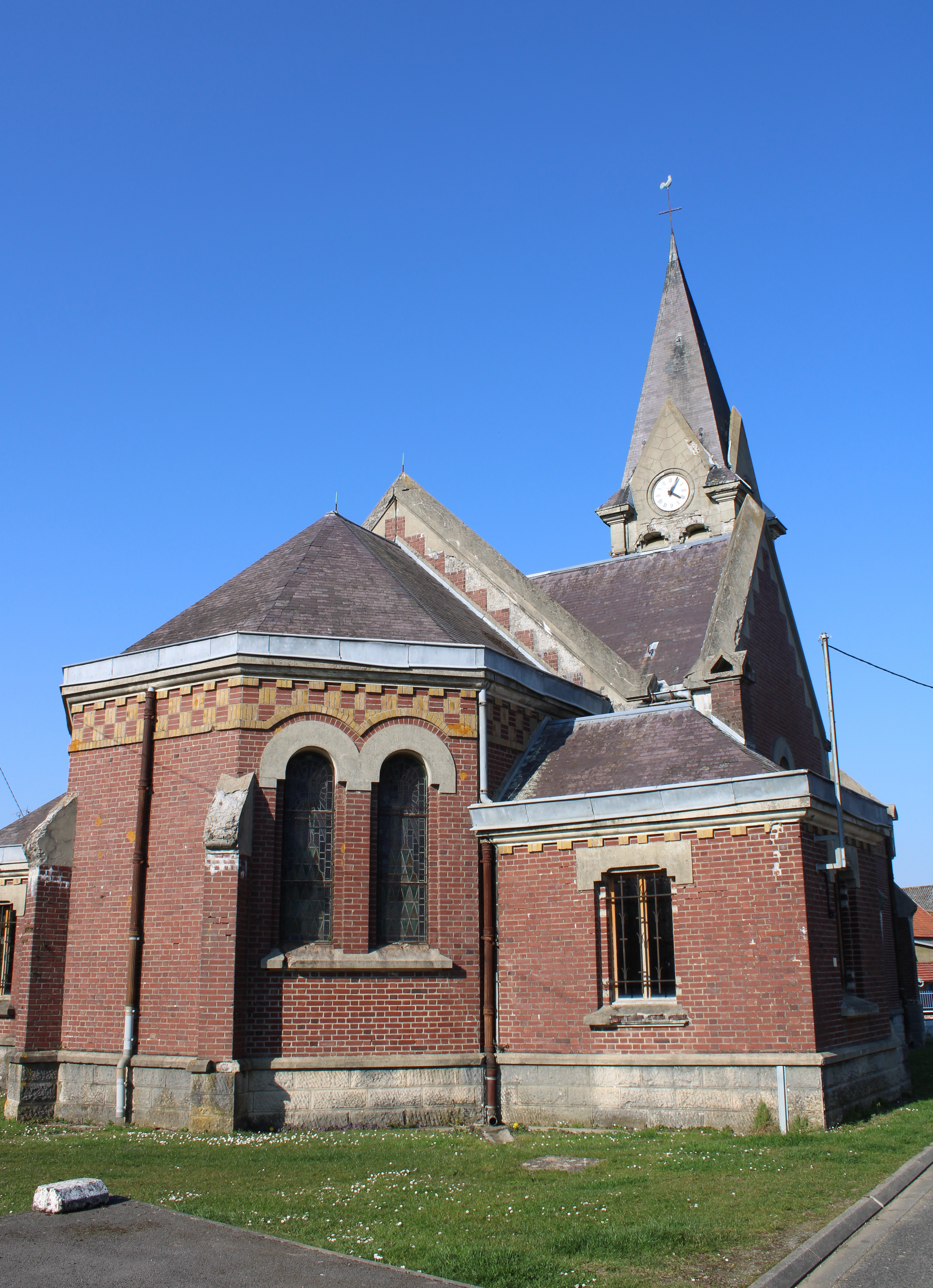
L'église.

- Chapelle Notre-Dame-du-Bon-Secours. Sur la route nationale, elle date du XIXe siècle. Reconstruite après la Première Guerre mondiale, en 1925, son autel est très sobre[28].

#### Lieux de mémoire de la Grande Guerre
Sur le territoire de la commune de Pozières se trouvent plusieurs sites relatifs à la Première Guerre mondiale.
- A l'entrée nord-est du village : le Moulin à vent

- - La stèle à la 2e division australienne : sur le site d'un ancien moulin à vent où se déroula la bataille la plus meurtrière pour les Australiens.
  - Monuments aux animaux. Construit sur un terrain appartenant à l'association pour la reconstruction du moulin de Pozieres, payé avec l'argent des donations a une association Australienne, Pozieres Remembrance Association, don't les dirigeants n'avaient pas averti les donateurs du détournement de son but initial, et dont la trésorière Mme Yvonne Gracey/Hall a été condamnée par la justice Australienne pour avoir détourné une grande partie des donations pour son usage personnel.
  - Le monument aux tanks : le 15 septembre 1916, pour la première fois, les tanks firent leur apparition sur un champ de bataille. Le monument, face aux vestiges du Moulin à vent, rappelle cet événement au nord-est du village.
- La  stèle à la mémoire de George Butterworth, situé à 300 m environ du lieu où il fut tué, sur le route de Bazentin.
- A l'entrée sud-ouest du village :
  - Le monument à la 1re division australienne : à l'ouest du village, de la forme d'un obélisque. Sur la face est, sur une plaque de bronze sont inscrits les noms des batailles auxquelles participa la division.
  - Le Gibraltar : vestiges d'un imposant blockhaus allemand.
  - Le monument aux fusiliers royaux britanniques
- A l'extérieur du village :
  - Le british cemetery de Pozières ou cimetière militaire britannique des Colonnes est situé sur le territoire de la commune d'Ovillers-la-Boisselle sur le bord de la route départementale 929. Cette nécropole contient 2 756 corps (1 828 Britanniques, 708 Australiens, 219 Canadiens et un Allemand) dont 1 374 non identifiés. Sur ses murs sont gravés les noms de 14 649 soldats (14 328 Britanniques et 321 Sud-Africains) tués entre le 21 mars et le 7 août 1918, pendant la bataille du Kaiser. Les corps inhumés sont ceux de soldats tombés au cours de l'automne 1916 et en août 1918. Après l'Armistice, beaucoup de tombes provenant du champ de bataille ont été transférées ici.
  - Stèle de la ferme du Mouquet, sur la route de Thiepval (située sur le territoire de la commune d'Ovillers-la-Boisselle).

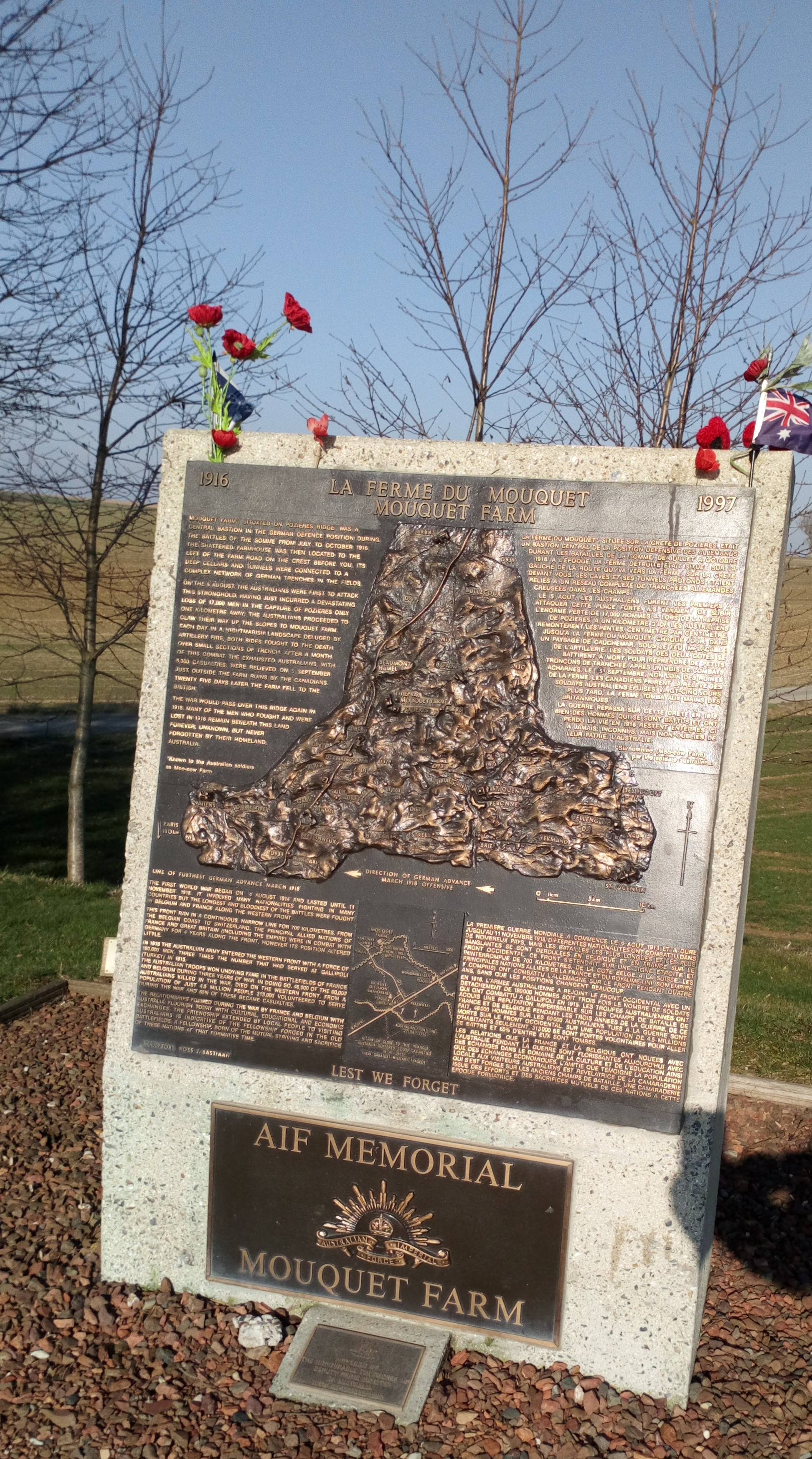
Stèle de la ferme du Mouquet.
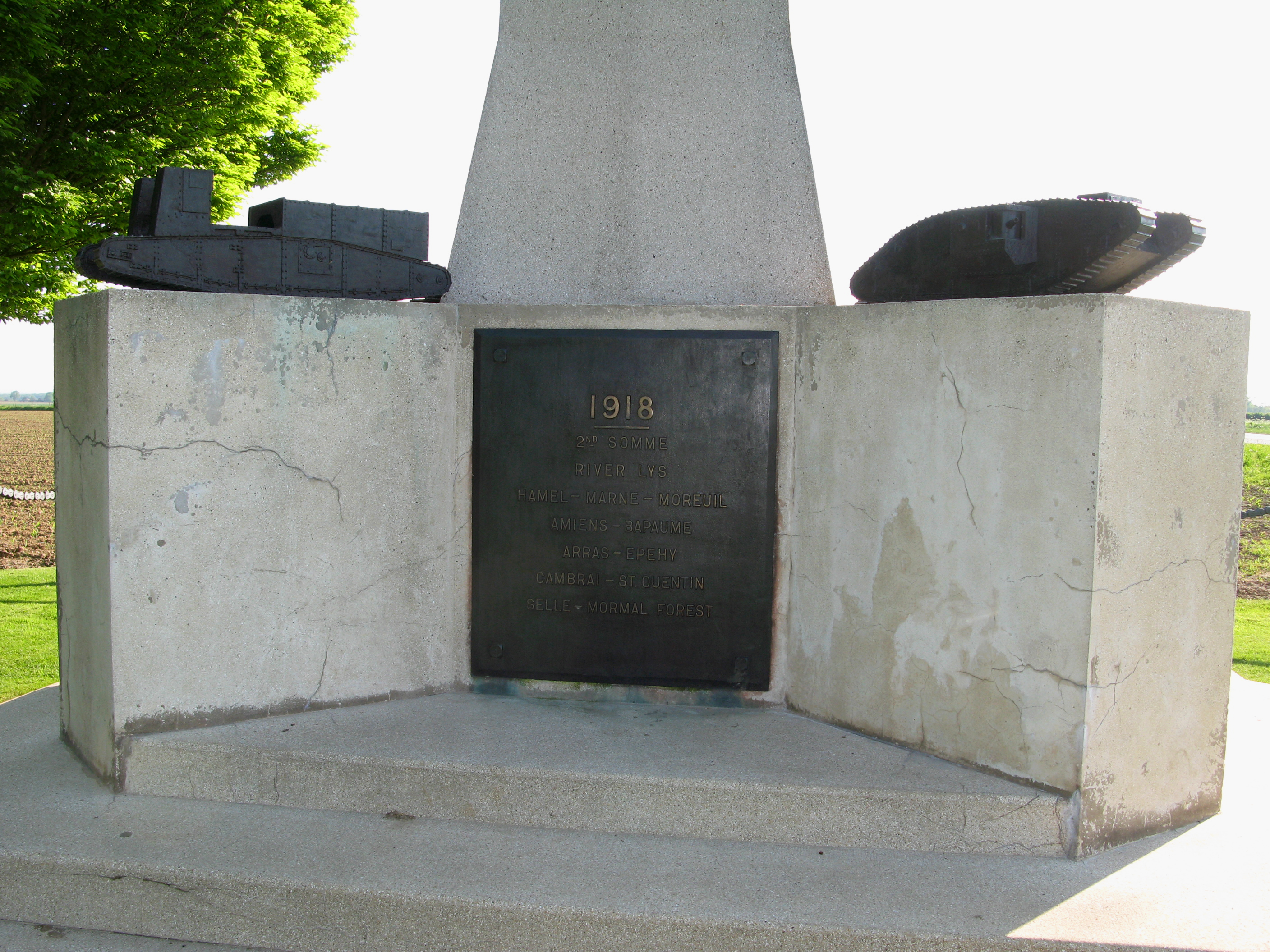
Une des faces du monument aux tanks.
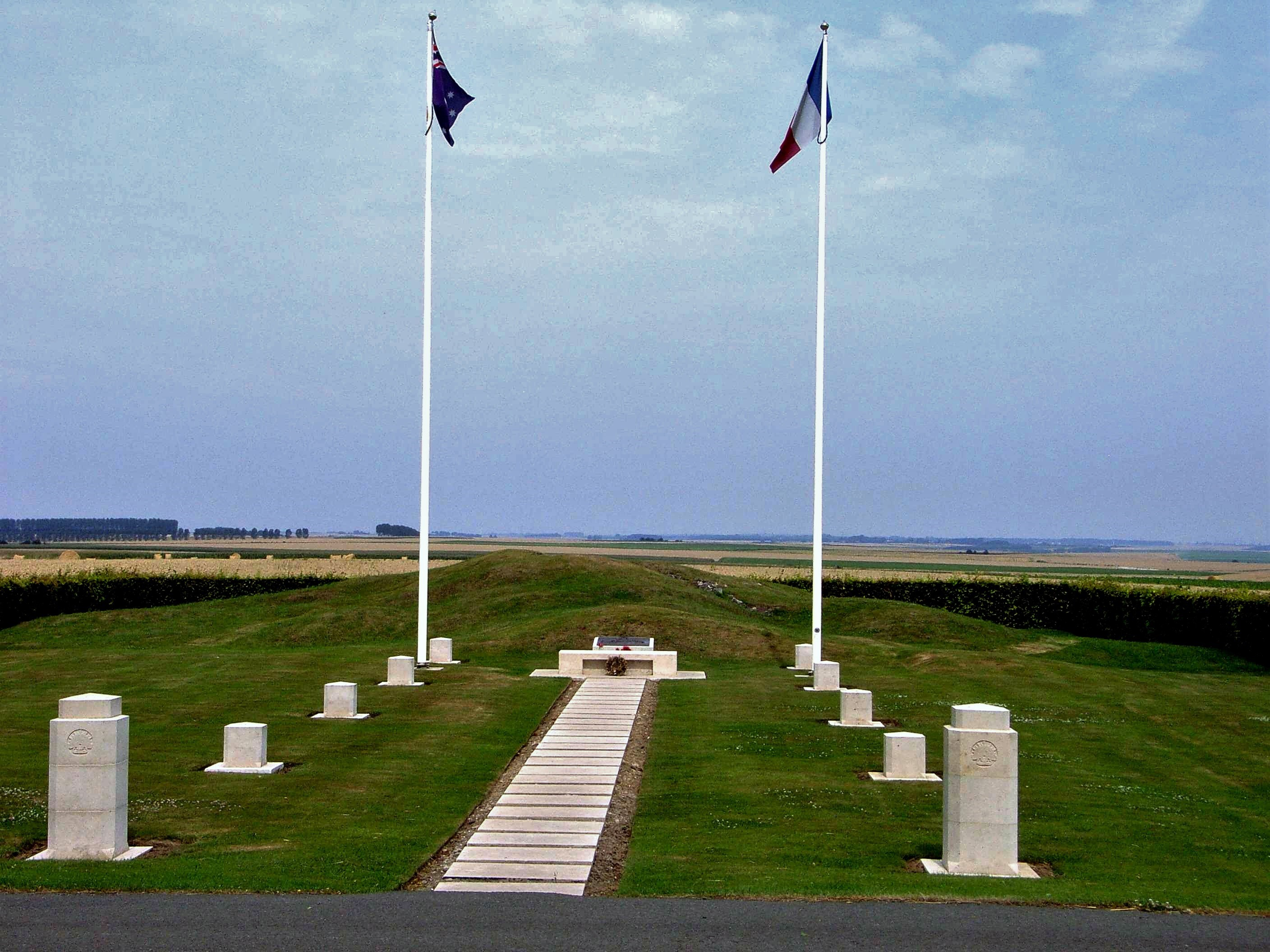
Site du Moulin à vent.
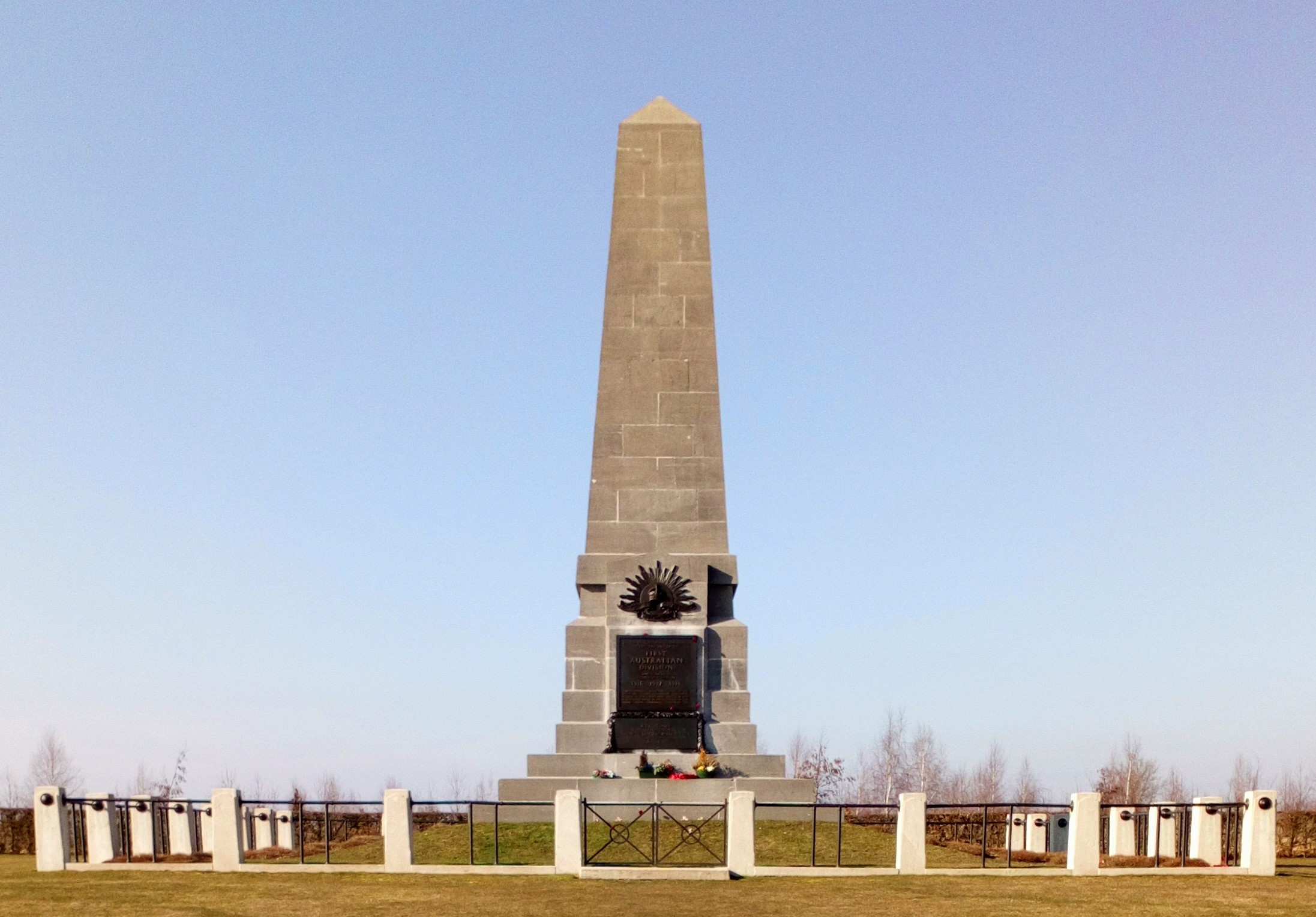
Monument à la 1ère division australienne
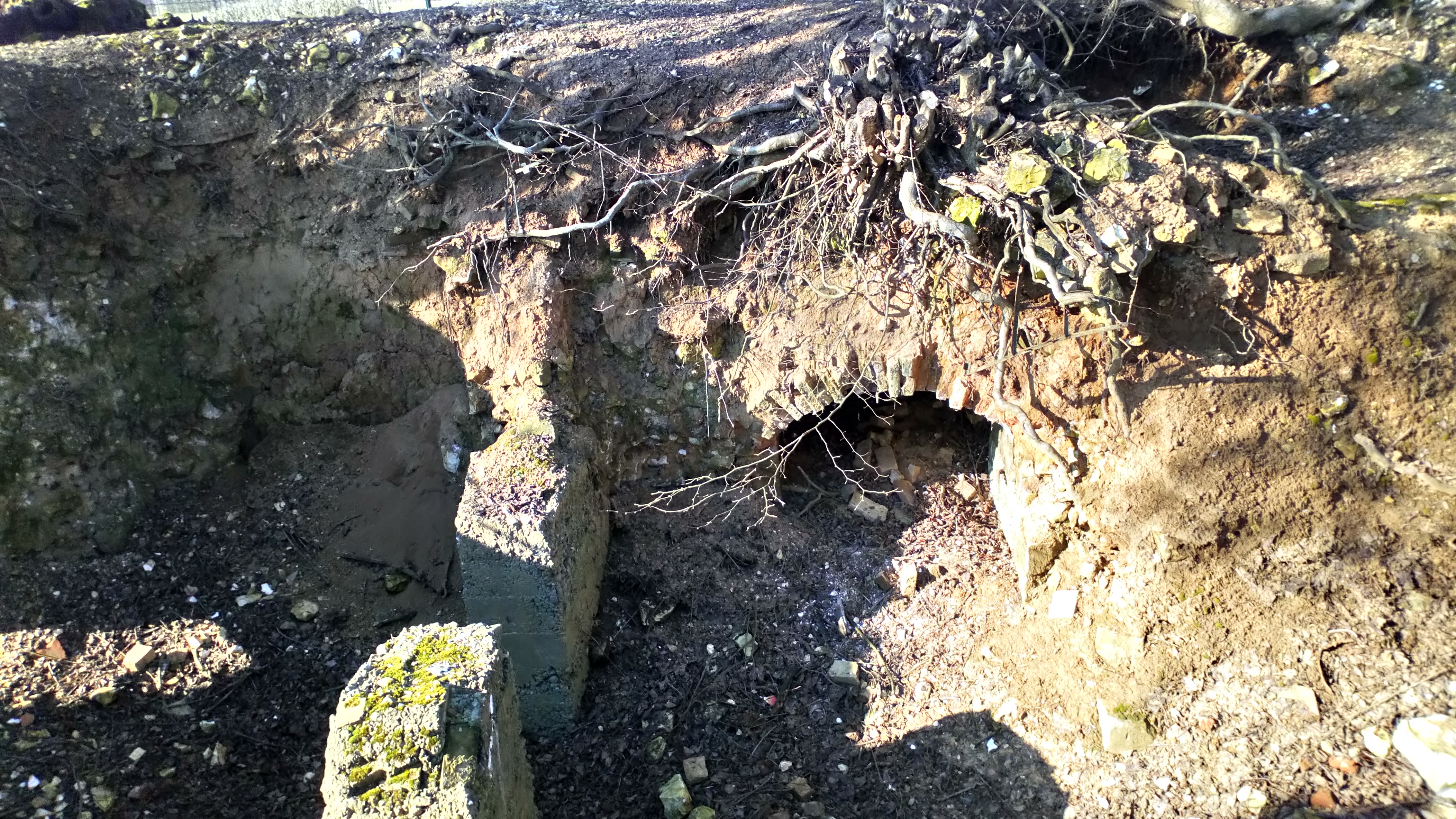
Ruines du blockhaus « Gibraltar »

### Personnalités liées à la commune
- Joseph-Quentin Leroy de Reck : né en 1775 à Pozières et décédé en 1842 à Pozières, sous-lieutenant de cavalerie sous le Ier Empire,chevalier de la Légion d'honneur en 1804, maire de Pozières[réf. nécessaire]s.
- Jean-Baptiste-François Courtois : né en 1785 à Pozières et décédé en 1839, sous-lieutenant de cavalerie sous le Ier Empire, chasseur à cheval, chevalier de la Légion d'honneur en 1815[réf. nécessaire].
- Charles Bellet, né en 1916 près de Valenciennes, a vécu dans la commune dans l'Entre-deux-guerres. Résistant, il rejoint son frère en Algérie et s'engage dans les services spéciaux. En 1943, il part pour l'Angleterre. À son retour en France, il s'installe à Albert et participe activement à la résistance en assurant la liaison avec Londres. Il est arrêté le 8 mars 1944 par l'occupant et meurt lors de son transfert pour Dachau. La place de la mairie porte son nom depuis 2020[29].

## Pour approfondir